# 三次真紀
三次真紀（日语：三次マキ，3月31日—），日本漫畫家，北海道出身。

## 經歷
畢業於音更高校。
2008年獲得第35屆BF新人漫畫賞，以得獎作〈オオカミ少女少年〉出道。
2017年作品《P與JK》獲得第41回講談社漫畫賞少女部門賞。 